# Hydraena calcarifera
Hydraena calcarifera är en skalbaggsart som beskrevs av Emile Janssens 1959. Hydraena calcarifera ingår i släktet Hydraena och familjen vattenbrynsbaggar. Inga underarter finns listade i Catalogue of Life.